# Hemingwayland
Hemingwayland är ett album från 1985 med Mikael Wiehe & Co.

## Låtlista

### Sida A
1. Vi låtsas som ingenting (Motståndets estetik III)
2. Carl Fredrik Hills ballad om den stora ensamheten
3. Jag ser det

### Sida B
1. Det räcker nu (Text & musik: M. Salazar, Basta ya. Sv. text: M. Wiehe)
2. Hemingwayland
3. Åh, mama
4. Då är du farlig

## Listplaceringar
| Lista (1985) | Topplacering |
| ------------ | ------------ |
| Sverige      | 14           |

### Fotnoter
1. ↑  ”Hitparad”. http://hitparad.se/showitem.asp?interpret=Mikael+Wiehe&titel=Hemingwayland&cat=a. Läst 13 december 2011.